# Kumlienska huset (kvarteret Lejonet)

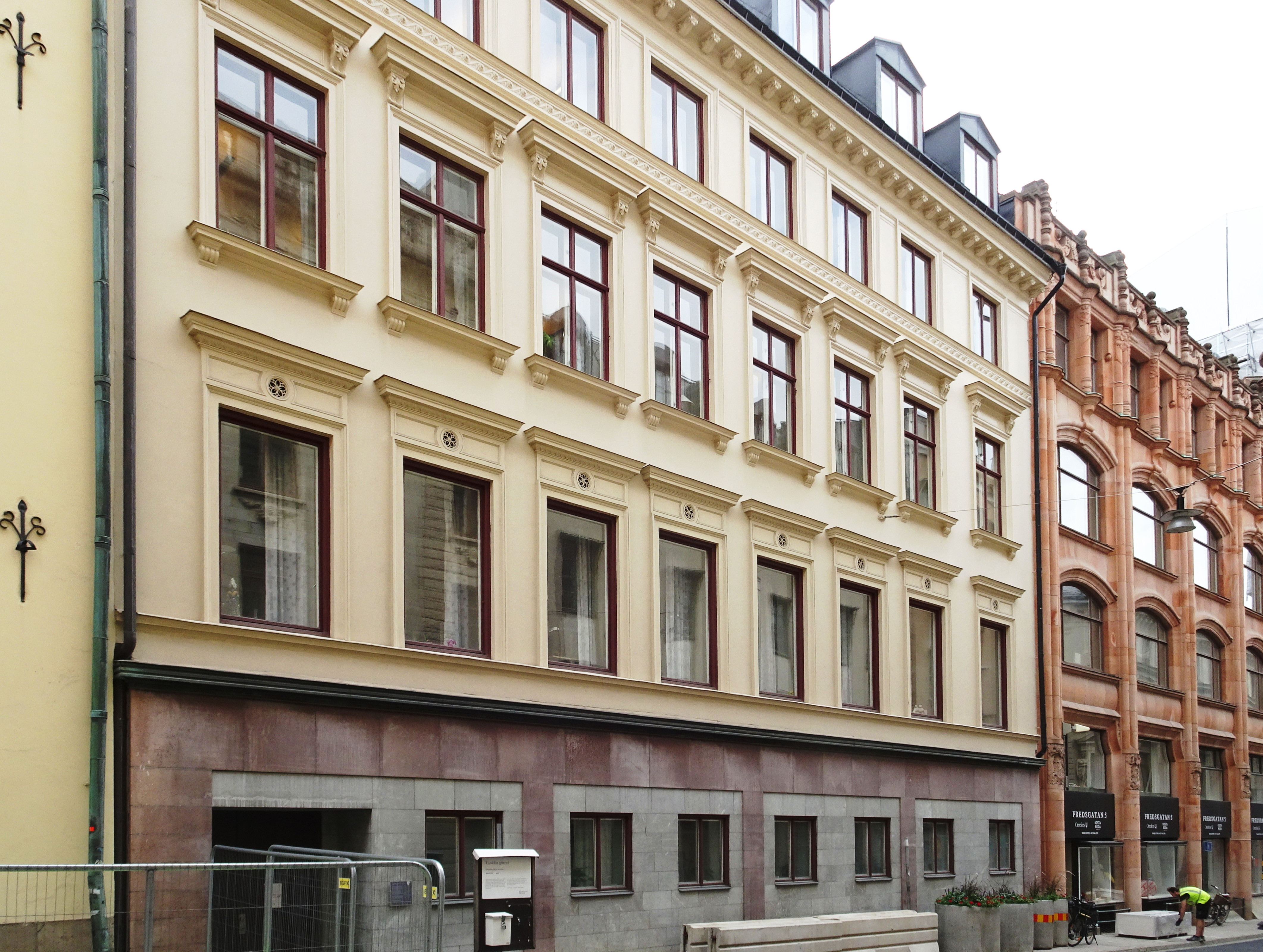
Kumlienska huset, juli 2020.

Kumlienska huset är en byggnad i Kvarteret Lejonet vid Fredsgatan 3 (ursprungligen nummer 13) på Norrmalm i Stockholm. Inom Stockholms dammode var huset en välkänd adress, här låg mellan 1818 och fram till 1960-talets början den exklusiva tygfirman John V. Löfgren & Co. Fastigheten är grönmärkt av Stadsmuseet i Stockholm vilket innebär att den anses vara ”särskilt värdefull från historisk, kulturhistorisk, miljömässig eller konstnärlig synpunkt”. Byggnaden ägs och förvaltas av Statens Fastighetsverk.

## Historik

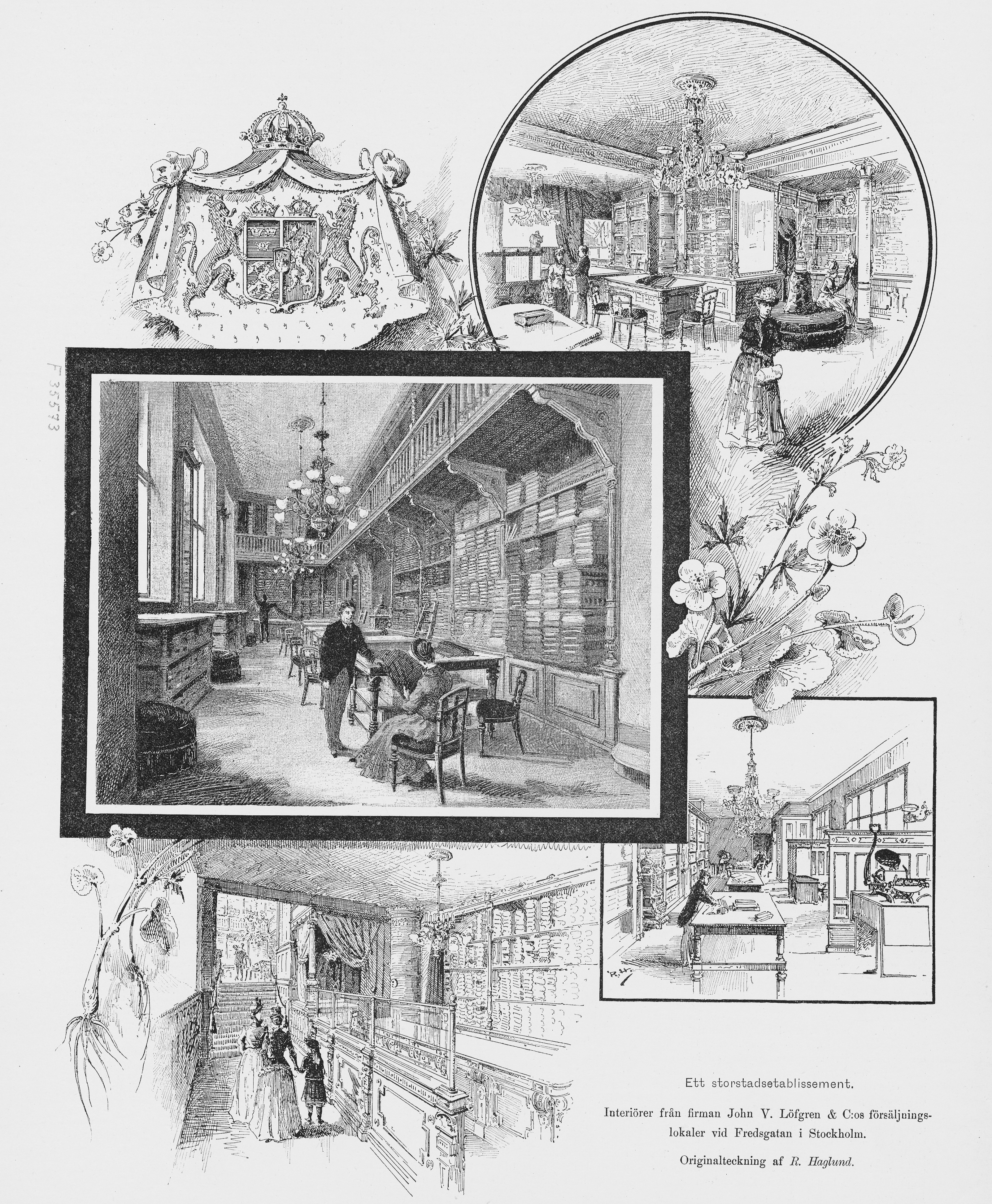
John V. Löfgren & Co, Fredsgatan 13, interiör, 1890-tal.

På dåvarande tomten Lejonet 2 som var långsmal och sträckte sig från Fredsgatan ner till dagens Strömgatan lät handelsmannen och rådmannen Henrik Ulfvenklou (Wulff) uppföra ett hus 1644. Under årens lopp blev huset både tillbyggt, påbyggt och ombyggt.
Den första större förändringen skedde 1880 när fastigheten förvärvades av diplomaten Robert Sager vilken lät uppföra det efter honom kallade Sagerska huset på tomtens södra del. Byggnaden på tomtens norra del byggdes 1882 om efter arkitekterna Axel och Hjalmar Kumliens ritningar. Det var då byggnaden började kallas Kumlienska huset. 
Förutom gårdsflyglar, ett utanpåliggande trapphus med tidsenlig gjutjärnskonstruktion och tidstypiska interiörer i bostadsvåningarna, byggdes också gården om för butiker. I bottenvåningen hade John V. Löfgren & Co, en exklusiv butik för främst siden- och sammetstyger, sina lokaler och på översta våningsplanet låg den kände stockholmsfotografen Johannes Jaegers fotoateljé. 
Många av husets ombyggnader genomfördes på initiativ av Löfgren & Co som expanderade kontinuerligt och anpassade och moderniserade sina försäljningslokaler till nyaste standard. Bland annat anlitades 1930 den kända danska butiksinredningsfirman Allan Chrisensen & Co för en större ombyggnad. John V. Löfgren & Co fanns i huset från och med 1818, då firman grundades och ända fram till början av 1970-talet, då verksamheten upphörde och delar av Utrikesdepartementet flyttade in.

### Staten köper huset
År 1940 förvärvades fastigheten Lejonet 2 av staten.  1948–1952 tillkom en nybyggnad av gårdsflygeln, arkitekt Ivar Tengbom. På 1970-talet utfördes invändiga och utvändiga ombyggnader för Utrikesdepartementet som sedan 1906 har sina lokaler i grannhuset, Arvfurstens palats. Bland annat ordnades en förbindelsebyggnad till Arvfurstens palats och gårdshusen revs för en ny arkivbyggnad. Bottenvåningens fasad förenklades och Löfgren & Co:s stora skyltfönster försvann. De övre våningars fasader i neoklassicistisk stil motsvarar fortfarande den Kumlienska ombyggnaden. Interiörerna är helt ombyggda och bevarar inget av äldre inredning. Entré sker via Arvfurstens palats. På 1990-talet ändrades den tidigare fastighetsbeteckningen Lejonet 2 till Lejonet 7 som är gemensam med Arvfurstens palats medan Sagerska huset fick beteckningen Lejonet 5.

### Historiska bilder

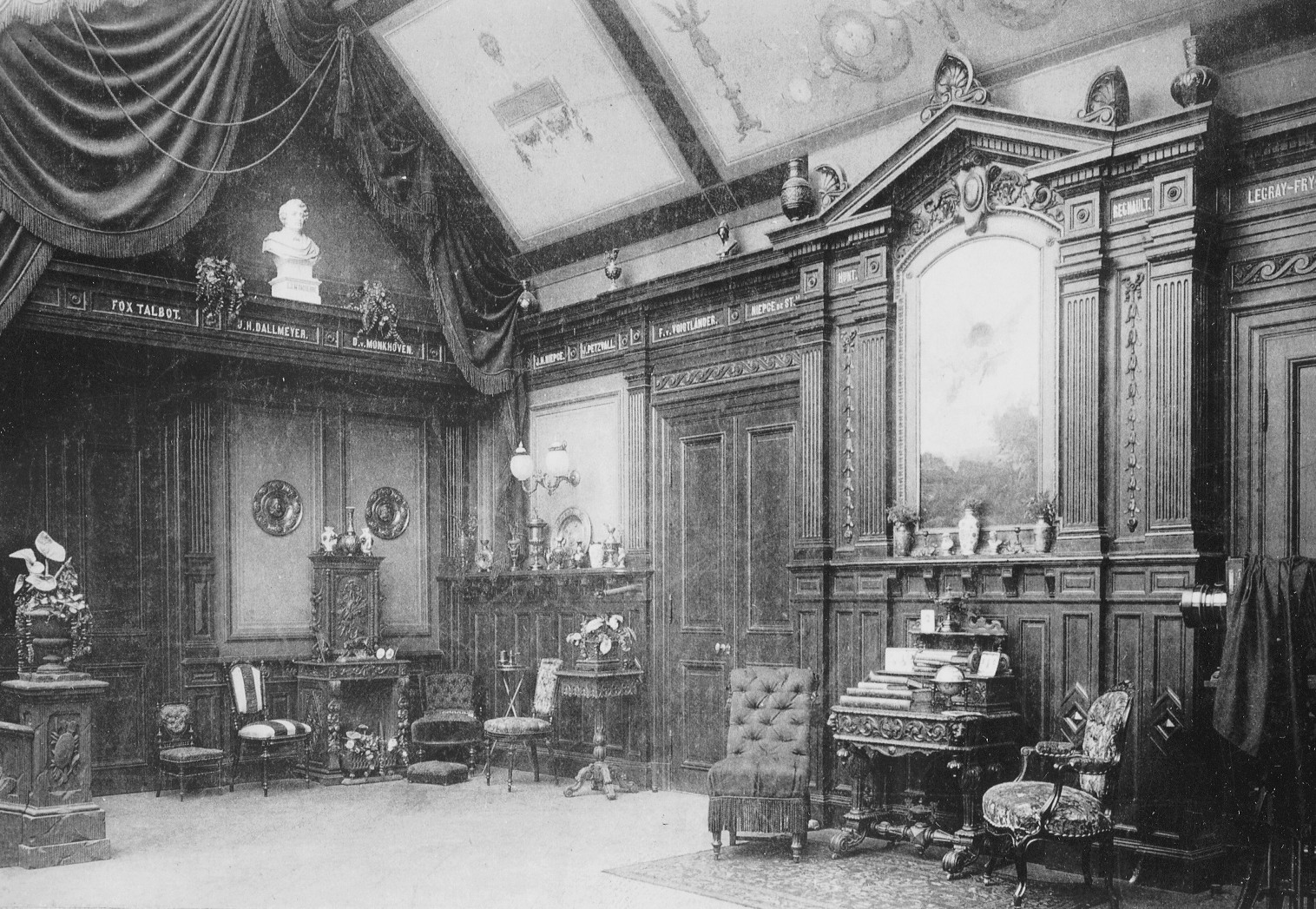
Jaegers fotoateljé, 1890.
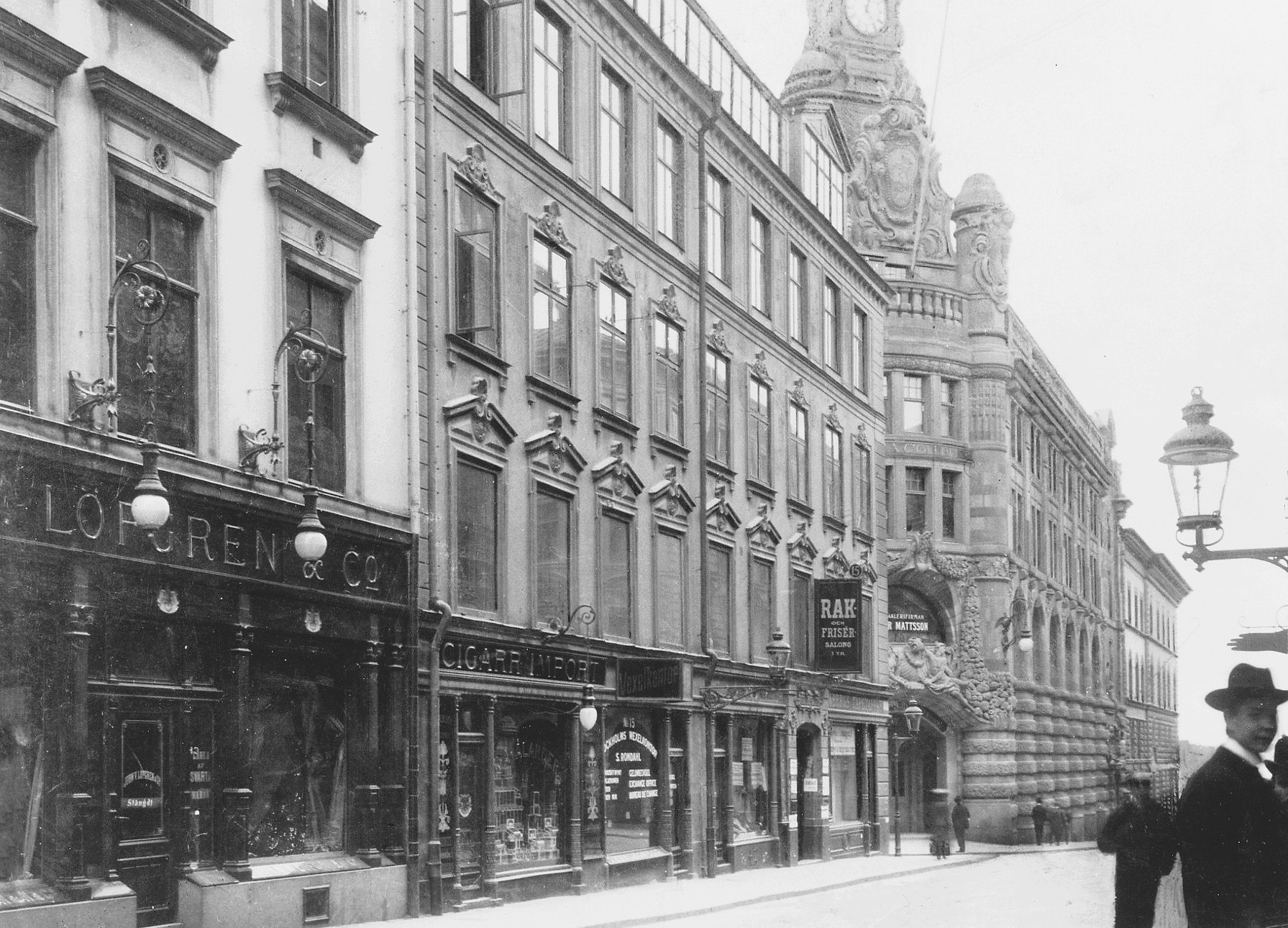
Längst till vänster med Löfgren & Co:s dambutik, 1930-tal.
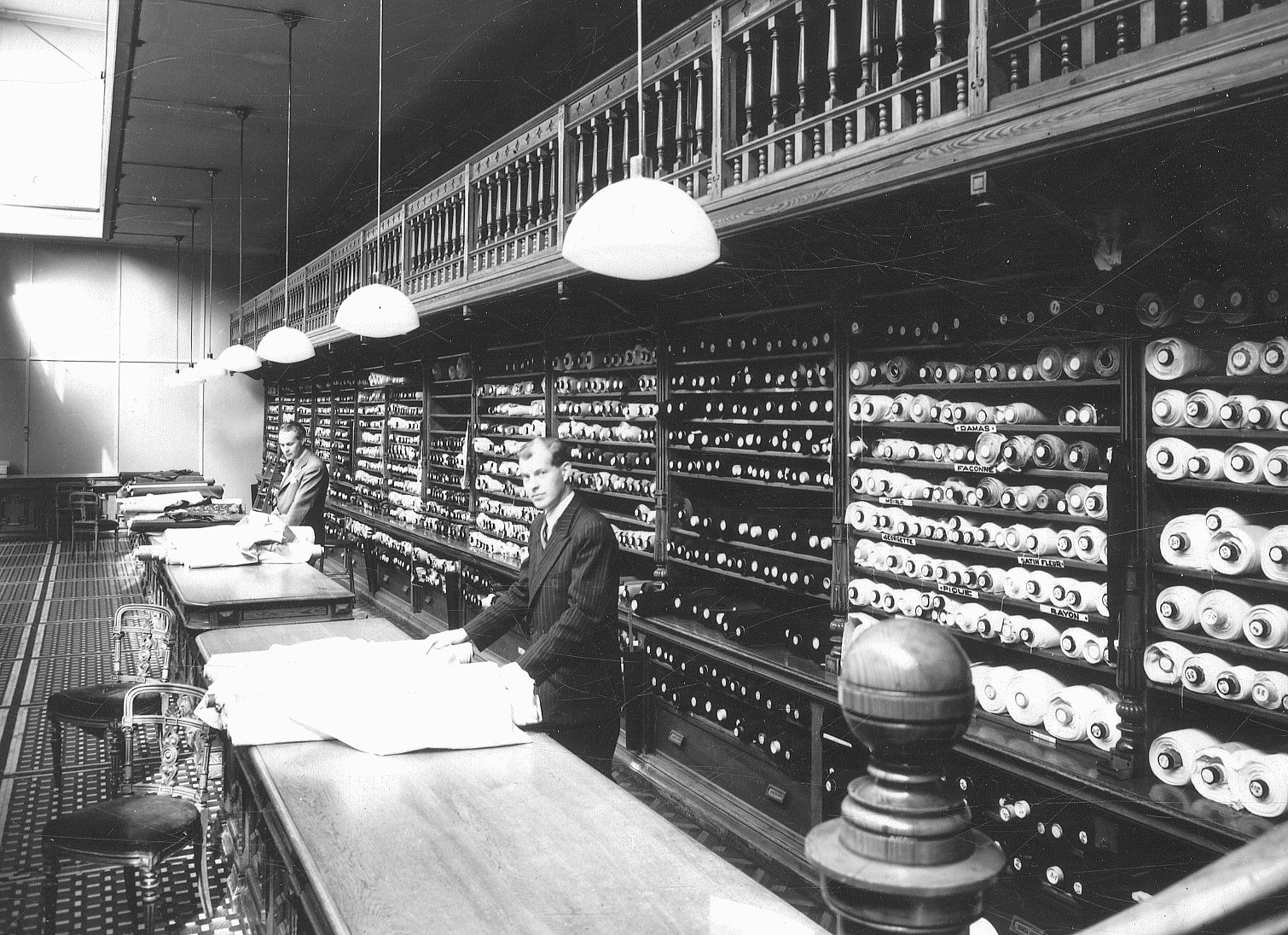
Lövgren & Co:s tygavdelning 1949.
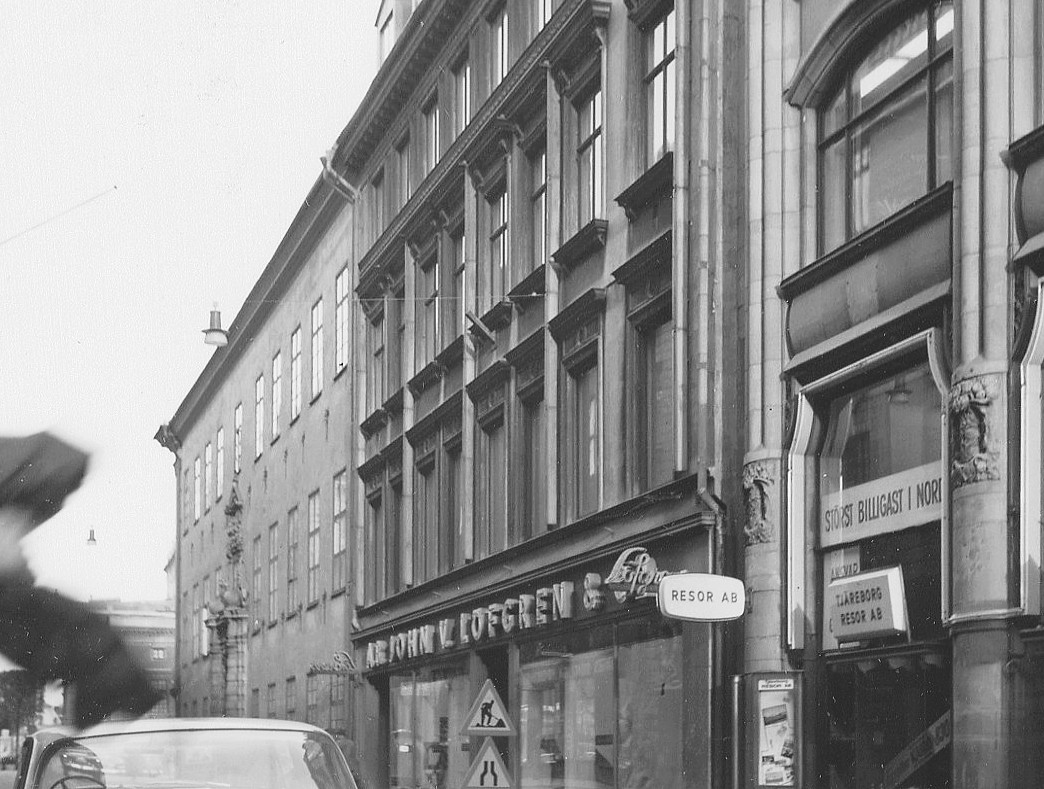
Huset med Löfgren & Co i bottenvåningen, 1963.